# سخنرانی اشپورت‌پالاست

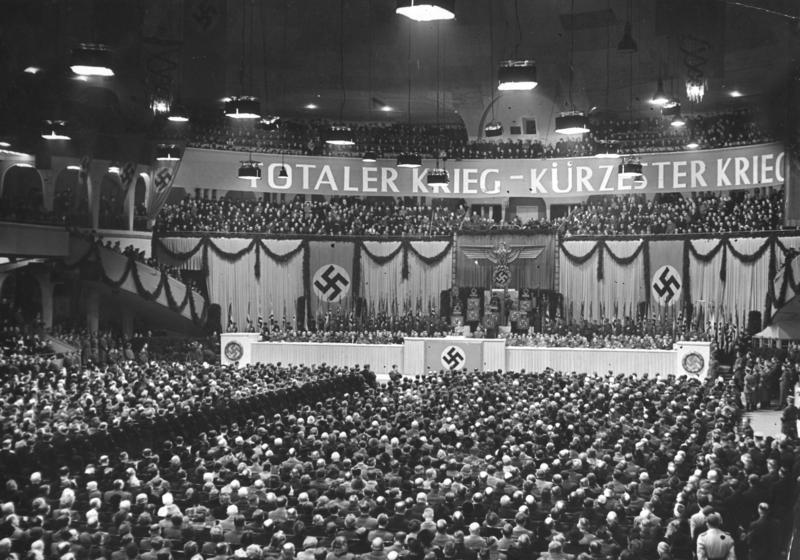
گردهمایی ناسیونال سوسیالیستی در ۱۸ فوریه ۱۹۴۳ در اشپورت‌پالاست برلین. تابلو می‌گوید «Totaler Krieg – Kürzester Krieg» (جنگ تمام عیار - کوتاهترین جنگ).

سخنرانی اشپورت‌پالاست آلمانی: Sportpalastrede یا سخنرانی جنگ تمام عیار توسط یوزف گوبلز در ورزشگاه اشپورت‌پالاست برلین خطاب به جمعی بزرگ ولی برگزیده در ۱۸ فوریه ۱۹۴۳ ایراد شد و با اوج گرفتن جنگ جهانی دوم علیه رایش آلمان و متحدینش خواستار جنگی تمام عیار شد.
این سخنرانی مشهورترین سخنرانی یوزف گوبلز شناخته می‌شود. این سخنرانی اولین تایید عمومی خطرهای جدی متوجه آلمان توسط رهبری ناسیونال سوسیالیستی بود. گوبلز آلمانیها را به جنگ ترغیب کرد گرچه ممکن بود سخت و طولانی باشد چرا که او اظهار کرد هم بقای آلمان و هم بقای اروپای غیربلشویکی در خطر است.
این سخنرانی درست بعد از گذشت چندماه از نبرد بزرگ استالینگراد که با شکست آلمان روبه‌رو شده بود ایراد شد. 
در این سخنرانی که دکتر گوبلز ایراد کرد شور و هیجان زیادی در حاضرین وجود داشت. 
اوج سخنرانی آنجا بود که گوبلز به حاضرین گفت:"آیا جنگ تمام عیار میخواهید؟"
بعد از این سخنرانی تولیدات جنگی آلمان به شدت افزایش یافت و آلبرت اشپیر وزارت صنعت آلمان را بر عهده گرفت

## مشروح
گوبلز سه نظر را در سخنرانی مورد اشاره قرار داد:
- اگر ورماخت در موقعیتی نباشد که بتواند خطر جبهه شرقی را دفع کند، رایش آلمان، و اندکی بعد کل اروپا به بلشویسم خواهند باخت.
- ورماخت، مردم آلمان و قدرت‌های محور به تنهایی استحکام کافی برای حفظ اروپا از این خطر را داشته‌اند
- خطر نزدیک است، آلمان باید به سرعت و قاطعانه اقدام کند، وگرنه خیلی دیر خواهد شد.

گوبلز چنین نتیجه گرفت که دو هزار سال فرهنگ غربی در خطر است، و یهودیان را به خاطر شکستهای آلمان سرزنش کرد. او با اهریمنی خواندن بسیج ملی شوروی، توضیح داد «ما نمی‌توانیم بر خطر بلشویستی فائق آییم مگر آن که از روشهای معادل گرچه غیر مشابه در یک جنگ تمام عیار استفاده کنیم». او سپس اقدامات ریاضتی را توجیه کرده و آنان را موقتی دانست.
اهمیت تاریخی سخنرانی به دلیل اولین تایید این مسئله توسط رهبری حزب است که آنها با مشکلاتی روبرو بودند و این که کارزاری برای بسیج عمومی به راه انداخت که گفته شده جنگ را طولانی کرد با شعار «و طوفان، سست را بشکن!». گوبلز ادعا کرد که هیچ آلمانی به مصالحه نمی‌اندیشد و کل ملت تنها به یک جنگ سخت فکر می‌کند.
او در سخنرانی خویش سخنان بسیار شوق انگیزی بر زبان راند:
"انگلیسی ها ادعا می‌کنند مردم آلمان از جنگ خسته شدند!... انگلیسی ها ادعا میکنند که مردم آلمان تسلیم شده اند و مایل به پذیرش فرمان های دولت نیستند!... انگلیسی ها ادعا می‌کنند که مردم آلمان اعتمادشان را نسبت به پیشوا از دست داده اند. حال از شما میپرسم:ایا جنگ تمام عیار میخواهید؟ 
در پایان نیز سرود آلمان بالاتر از همه چیز خوانده شد 

او سعی کرد با گزارش‌های رسانه‌های متفقین که شهروندان آلمانی ایمانشان به پیروزی از دست داده‌اند را با پرسیدن سوالاتی در انتها مقابله کند:
به پیشوا و ما در پیروزی نهایی کامل مردم آلمان باور دارید؟ آیا اگر پیشوا دستور دهد ۱۰، ۱۲ و در صورت لزوم ۱۴ ساعت در روز کار کنید و همه چیز تان را برای پیروزی بدهید، شما و مردم آلمان مایلید کار کنید؟ آیا جنگ تمام عیار را می‌خواهید؟ اگر لازم شد، جنگی شدیدتر و تمام عیار تر از هر آن چه امروز بتوانیم تصور کنیم را خواستارید؟

## نقل قول ها
| اصل آلمانی | ترجمه فارسی |
| --- | --- |
| Ich frage euch: Wollt ihr den totalen Krieg? Wollt ihr ihn, wenn nötig, totaler und radikaler, als wir ihn uns heute überhaupt erst vorstellen können? | "از شما می‌پرسم: جنگ تمام عیار می‌خواهید؟ اگر لازم شد، جنگی شدیدتر و تمام عیارتر از هر آن چه امروز بتوانیم تصور کنیم را خواستارید؟" |
| […] | […] |
| Nun, Volk, steh auf und Sturm brich los! | "حالا، رفقا، برخیزید و بگذارید طوفان، سستی را بشکند! "                                                                            |
| | |

سطر آخر نشأت گرفته از شعر منا اوند بومن (مردان و پسران) تئودور کورنر در جنگهای ناپلئونی بود. این کلمات خود در سخنرانی ۱۹۲۰ آدولف هیتلر در سخنرانی «آن چه می‌خواهیم» ایراد شده در آبجوفروشی مونیخ آمده بود و نیز در سخنرانی خود گوبلز در ۱۹۳۲ قبل از به قدرت رسیدن ناسیونال سوسیالیستها.